# Salon Fantastique
Le Salon Fantastique est un événement culturel grand public parisien autour des univers de la pop culture et de l'imaginaire tels que la fantasy, la féérie, l'horreur, la magie, le steampunk, les jeux de rôles et de plateaux. Depuis 2023, il est organisé conjointement à Japan Party par l'association à but non lucratif Imagin'Con.
L'événement est composé de nombreuses animations et stands, avec un certain nombre d'invités issus des milieux littéraires fantastiques mais aussi de séries, films ou jeux vidéo. Depuis sa création, une grande partie des visiteurs vient en costume ou en cosplay, ce qui ajoute à son côté atypique.

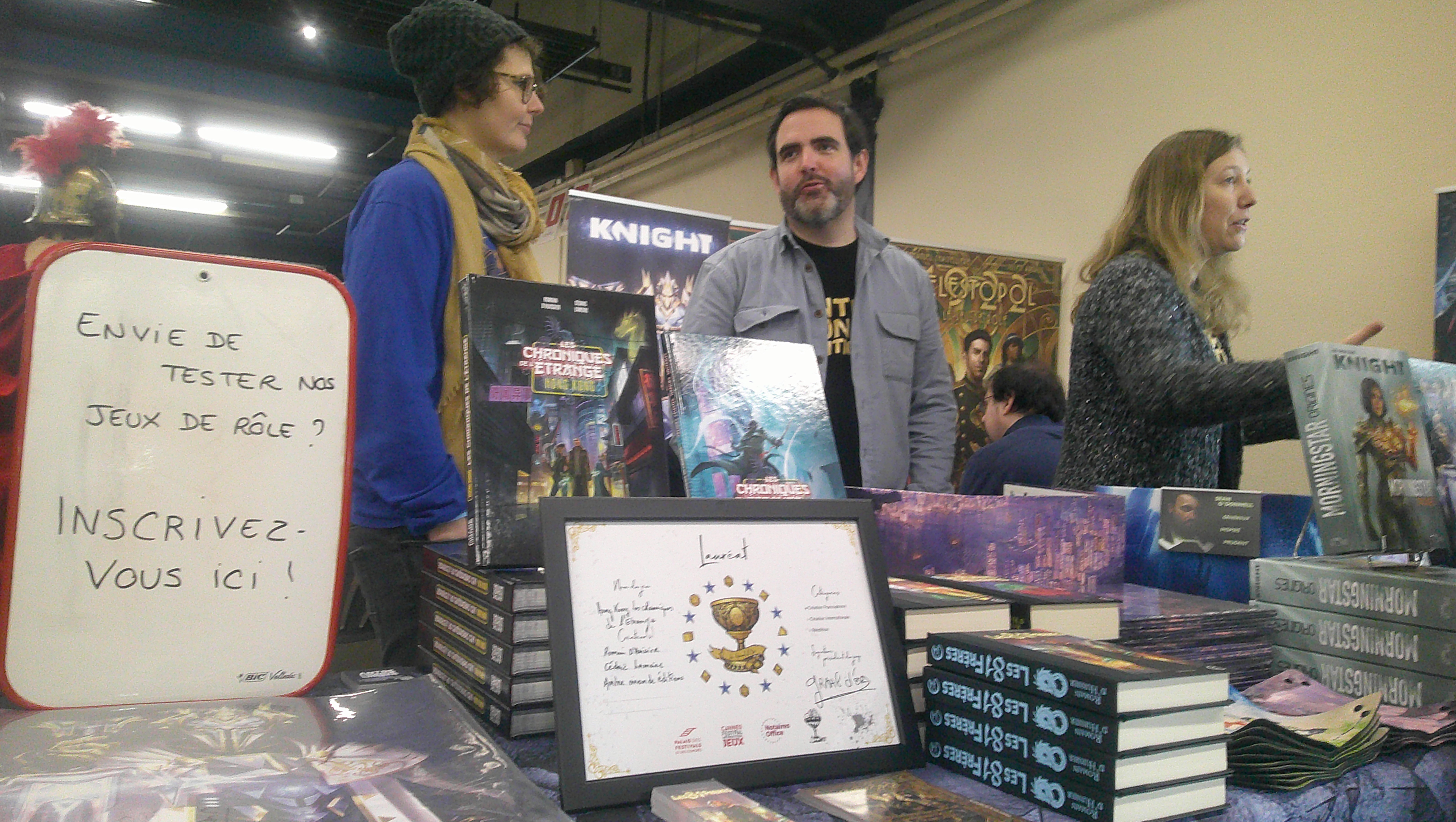
Exposant littéraire en 2024

## Histoire
Le Salon Fantastique a été créé en 2012 par Guillaume Besançon, les premières éditions ont eu lieu sur l'Avenue des Champs-Élysées puis l'événement s'est déplacé en 2014 à l'Espace Champerret  et y est resté quasi exclusivement jusqu'en 2019 pour sa 8e édition (en 2017 une des deux éditions a eu lieu au Paris Event Center à la porte de la Villette ) sur environ 5 000m2 .

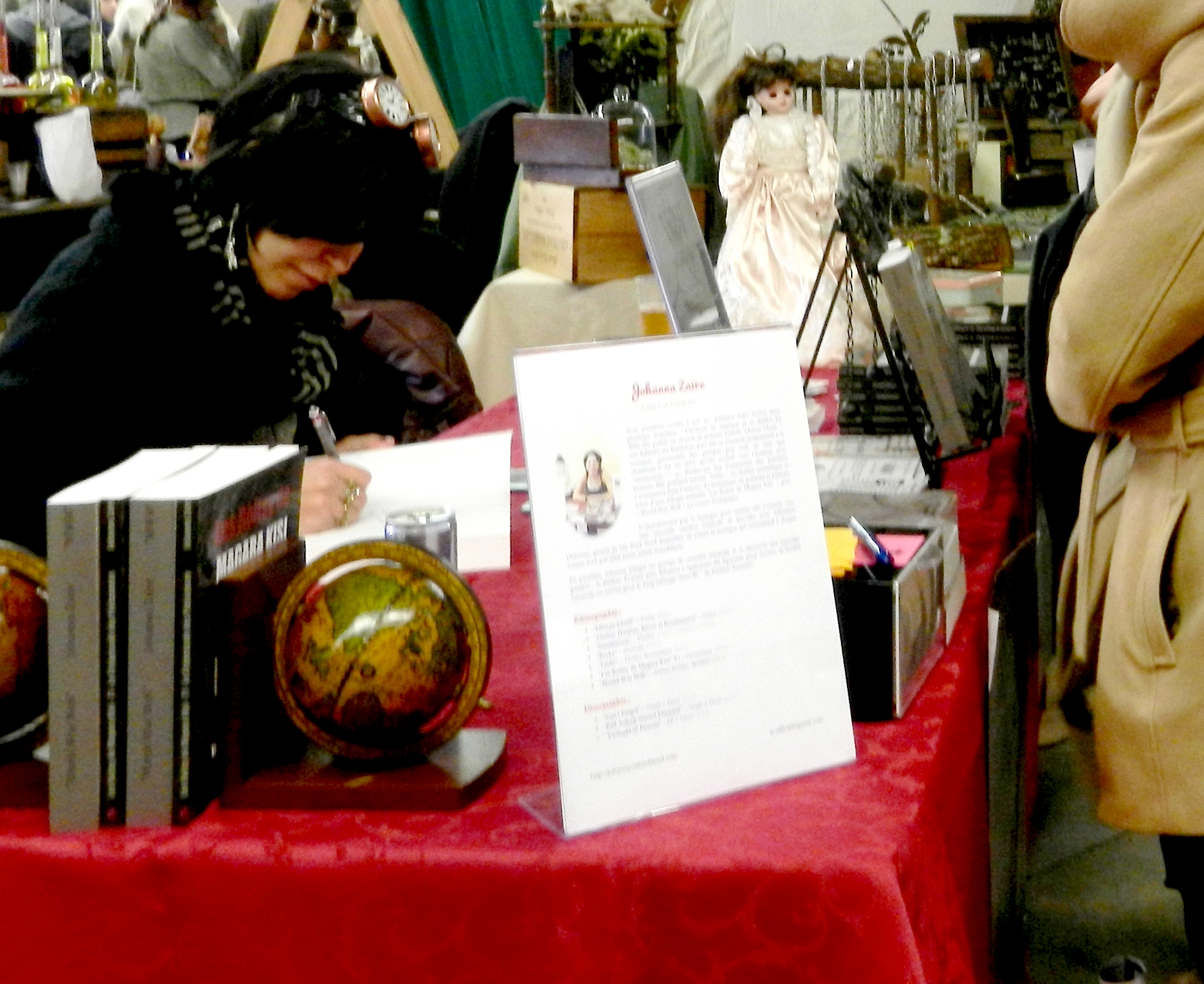
Séance de dédicaces en 2016

En 2020 une 9e édition était prévue conjointement avec un autre événement associatif dédiée aux cultures asiatiques : Japan Party en déménagement à l'Espace Événements du Parc Floral de Paris. À la suite de l'épidémie de COVID-19, cette édition a été reportée en 2021 puis a fini par être annulée .
Le Salon Fantastique et Japan Party 10e édition s'est finalement tenu en mars 2023  sur environ 10 000 m2 totalisant une fréquentation de 12150 personnes dans le lieu prévu quelques années plus tôt.
Depuis l'événement revient chaque année le Week-end de Pâques, une 11e édition a eu lieu en 2024  pour une fréquentation de 21512 personnes et une 12e édition a été annoncée pour 2025 .

## Détail des éditions
| Édition | Lieu                                      | Dates                                         | Fréquentation | Collaboration    |
| ------- | ----------------------------------------- | --------------------------------------------- | ------------- | ---------------- |
| 1re     | Avenue des Champs-Élysées                 | du 25 au 28 octobre 2012                      |               |                  |
| 2e      | Avenue des Champs-Élysées                 | du 1er au 3 novembre 2013                     |               |                  |
| 3e      | Espace Champerret                         | du 31 octobre au 2 novembre 2014              |               |                  |
| 4e      | Espace Champerret                         | du 26 au 28 février 2016                      |               |                  |
| 5e      | Paris Event Center                        | du 6 au 8 mai 2017                            |               |                  |
| 6e      | Espace Champerret                         | du 3 au 5 novembre 2017                       |               |                  |
| 7e      | Espace Champerret                         | du 2 au 4 novembre 2018                       |               |                  |
| 8e      | Espace Champerret                         | du 31 octobre au 2 novembre 2019              |               |                  |
| 9e      | Espace Événements du Parc Floral de Paris | prévue en 2020, reportée en 2021 puis annulée | -             | avec Japan Party |
| 10e     | Espace Événements du Parc Floral de Paris | les 8 et 9 avril 2023                         | 12150         | avec Japan Party |
| 11e     | Espace Événements du Parc Floral de Paris | du 30 mars au 1er avril 2024                  | 21512         | avec Japan Party |
| 12e     | Espace Événements du Parc Floral de Paris | du 19 au 21 avril 2025                        |               | avec Japan Party |